# Letchworth Garden City
Letchworth Garden City, ofta bara kallad Letchworth, är en stad i Hertfordshire i England med drygt 30 000 invånare. Namnet är taget från en av de tre omkringliggande byarna.

## Historia

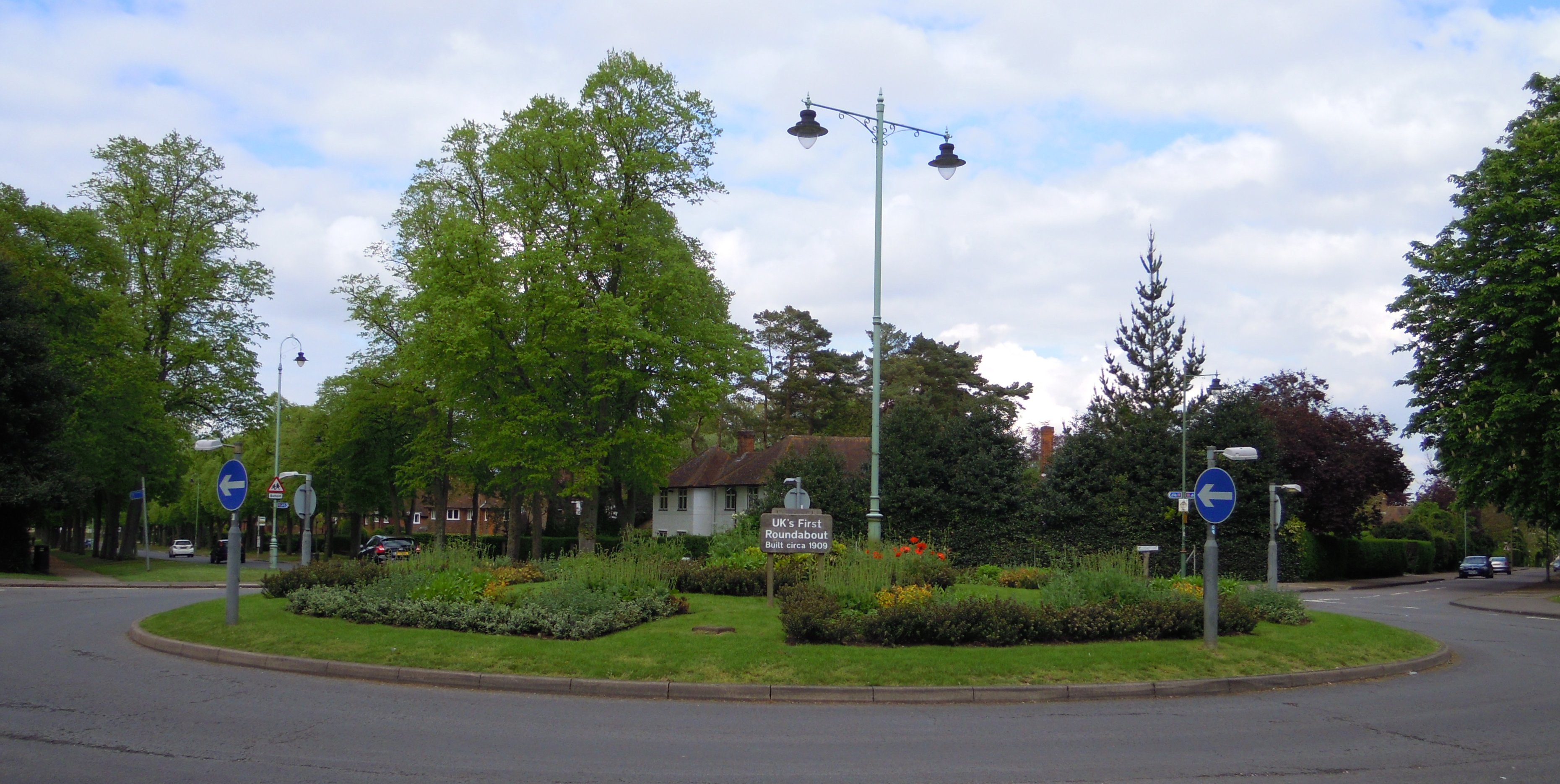
Storbritanniens första cirkulationsplats i Letchworth.

Staden skapades från 1903 av Ebenezer Howard och stadsplaneraren Raymond Unwin som världens första trädgårdsstad.
Letchworth fick 1909 Storbritanniens första cirkulationsplats.